# Apamea contraria
Apamea contraria är en fjärilsart som beskrevs av Heydemann 1933. Apamea contraria ingår i släktet Apamea och familjen nattflyn. Inga underarter finns listade i Catalogue of Life.